# Dấu sheqel

Hai cách ghi dấu shekel

Shekel, ký hiệu là ₪, là tên gọi tiền tệ của Nhà nước Israel.
Shekel mới được phát hành từ năm 1986 và lưu hành đến nay. Shekel mới được ký hiệu bằng tiếng Hebrew: שקל חדש (šéqel ħadáš, IPA: [ˈʃekel χaˈdaʃ]), nghĩa chữ là Shekel mới. Biểu tượng được công bố chính thức vào ngày 22 tháng 9 năm 1985, khi tiền giấy và tiền xu mới đầu tiên được giới thiệu.
Biểu tượng được xây dựng bằng kết hợp hai chữ cái tiếng Do Thái tạo thành từ viết tắt (chữ cái đầu tiên của hai từ, tiếng Do Thái được viết từ phải sang trái): "ש" và "ח". Đôi khi biểu tượng "₪" (Unicode 20AA) được viết sau chữ số, và số khác là từ viết tắt tiếng Do Thái "ש״ח".